# 抱きしめたい!
『抱きしめたい! I WANNA HOLD YOUR HAND』（だきしめたい）は、1988年7月7日から9月22日までフジテレビ系列「ナショナル木曜劇場」で放送されたテレビドラマ。

## 概要
浅野温子・浅野ゆう子のダブル主演のトレンディドラマの代表作であり、この作品を発端に若い女性にドラマブームが起き数々のトレンディドラマが作られた。制作側が思っていなかったほどの高視聴率を得たため、スペシャルも4度製作された（1989年3月30日、1990年1月3日、1999年10月1日、2013年10月1日に放送）。また今作をもって松下電器・松下電工（現：パナソニック）の2社提供が終了したため、「ナショナル木曜劇場」として放送された最後の作品である。
フジテレビ開局50周年記念の一環で、1980年代後半を代表する同局トレンディードラマ4作品のDVD化の一作に選ばれ、ポニーキャニオンよりDVD-BOXが発売された。オリジナルBGM以外は、ほぼ全部差し替えられてDVD化されている。また、劇中の部屋のテレビに映ってる映画も、ぼかし加工されている。
2013年10月1日にフジテレビ系列で放送した『抱きしめたい! Forever』の未公開シーンを含む拡大版が2013年10月11日に『抱きしめたい! Forever』LaLa TVバージョンとしてLaLa TVで放送された。

## W浅野
W浅野（ダブルあさの）は、1980年代末に人気のあった浅野温子・浅野ゆう子の2人を指す。このドラマで主演として共演した2人が、たまたま同じ苗字であったことから付けられた。
彼女たちのドラマ内での生活スタイルは当時の若い女性の憧れであった。さらに彼女たちの普段の生活スタイルも雑誌などで取り上げられた。長年のスランプに陥っていた浅野ゆう子を人気女優にした作品で、浅野ゆう子自身も「このドラマのおかげで今の私がある」と言っている。

## キャスト

### レギュラー
- 池内 麻子 - 浅野温子
- 早川 夏子 - 浅野ゆう子
- 早川 圭介 - 岩城滉一
- 山下 純 - 本木雅弘[2]
- 二宮 修治 - 石田純一
- 吉沢 知佳 - 生田智子
- 北村 愛（夏子の母） - 野際陽子
- 徳永 悟 - 佐藤幸雄
- 大友 銀平 - 布施博
- 源川 美穂 - 河合美智子
- 英子（知佳の友人） - 遠藤由美子
- 北村 義之（夏子の弟） - 野坂研[3]
- 立花有紀（美穂の友人） - 橋本かほる
- 麻子のアシスタント - 春一番

### ゲスト
- 北村 - 水上功治（第1話）
- ミユキ - 渡辺千秋（第1話）
- 高見沢 - 村田雄浩（第2話）
- 夏子をナンパする男 - 小野ヤスシ（第4話）
- 知佳の父 - 大塚周夫（第5話）
- 知佳の母 - 大森暁美（第5話）
- 早苗 - 神津はづき（第5話、8話）
- 道代 - 山村美智子（第5話、8話）
- 真弓 - 津田千桂子（第5話、8話）
- 修治の元彼女 - 円浄順子（第8話）
- 焼肉屋の店員 - 川俣しのぶ（第9話）
- 小柳 - 柳葉敏郎（第10話）
- 北村 淳一 - 仲谷昇（第11話）

'89
- 田島 明彦 - 宅麻伸
- 田之倉 涼子 - 大楠道代

'90
- 杉浦 真弓 - 鈴木保奈美
- 白井 一明 - 奥田瑛二
- 片山 リョウ - 中山秀征

世紀末スペシャル
- 菊地 舞 - 木村佳乃
- 稲垣 渉 - 上川隆也
- 北村 義之（夏子の弟） - 岡田義徳
- 北村 トモミ - 土屋久美子
- 弘中麻紀
- 菊池 ダイスケ - 松川真之介

Forever
※主演を除く連続ドラマからのレギュラーキャストでは岩城滉一、野際陽子以外の人物は登場しない。
- 瀬戸 恭一郎 - 草刈正雄
- 石堂 リュウ - 市原隼人[4]
- 雫石 奈緒 - 西尾まり
- 津山 ひとみ - 野村麻純
- 大倉 樹李亜 - 大谷英子
- 大倉 健斗 - 加賀谷光輝
- 倉沢 洋子 - 朝加真由美

## スタッフ
- 原案 - 松原敏春（Forever）
- 企画
  - 世紀末スペシャル - 山田良明、大多亮
  - Forever - 山田良明
- 脚本
  - 連続ドラマ〜世紀末スペシャル - 松原敏春
  - Forever - 龍居由佳里
- 演出
  - 連続ドラマ - 河毛俊作、光野道夫、中野昌宏
  - スペシャル - 河毛俊作
- プロデュース
  - 連続ドラマ・'89・'90 - 山田良明、大多亮
  - 世紀末スペシャル - 金井卓也
  - Forever - 栗原美和子、小池秀樹、高丸雅隆
- 音楽
  - 連続ドラマ〜世紀末スペシャル - ピチカート・ファイヴ
  - Forever - 小西康陽
- 主題歌
  - 連続ドラマ〜世紀末スペシャル - カルロス・トシキ&オメガトライブ「アクアマリンのままでいて」（バップ）
  - Forever - Every Little Thing「アクアマリンのままでいて」（avex trax）[5]
- 挿入歌（連続ドラマ・'89） - 羽根田征子「ENCORE」（CBSソニーレコード）
- 制作協力 - Hits on TV、ビデオスタッフ
- 制作著作
  - 連続ドラマ〜世紀末スペシャル - フジテレビ
  - Forever - フジテレビ、共同テレビ

## 放送日程

### 連続ドラマ
| 各話                                                       | 放送日        | サブタイトル           | 演出     | 視聴率 |
| ---------------------------------------------------------- | ------------- | ---------------------- | -------- | ------ |
| 第1回                                                      | 1988年7月07日 | '88夏の恋開幕          | 河毛俊作 | 17.3%  |
| 第2回                                                      | 7月14日       | 熱い夜は渚でキス       | 河毛俊作 | 14.8%  |
| 第3回                                                      | 7月21日       | 愛と友情どっちが大事?  | 光野道夫 | 18.8%  |
| 第4回                                                      | 7月28日       | 真夏の夜のプロポーズ   | 光野道夫 | 18.4%  |
| 第5回                                                      | 8月04日       | 熱い夏は一気に恋する!  | 河毛俊作 | 17.0%  |
| 第6回                                                      | 8月11日       | 今夜だけ愛を受けとめて | 河毛俊作 | 16.9%  |
| 第7回                                                      | 8月18日       | 女の幸せは絶対に結婚よ | 光野道夫 | 18.1%  |
| 第8回                                                      | 8月25日       | この婚約は解消すべきだ | 中野昌宏 | 20.3%  |
| 第9回                                                      | 9月01日       | 女の友情か恋人をとるか | 光野道夫 | 19.0%  |
| 第10回                                                     | 9月08日       | 私の気持ちが止まらない | 中野昌宏 | 20.1%  |
| 第11回                                                     | 9月15日       | ついに私達オワリなのね | 河毛俊作 | 21.8%  |
| 最終回                                                     | 9月22日       | 今夜最後まで恋します   | 河毛俊作 | 19.9%  |
| 平均視聴率 18.5%（視聴率は関東地区・ビデオリサーチ社調べ） |               |                        |          |        |

### スペシャル
| 各話             | 放送日        | サブタイトル | 脚本       | 演出     | 視聴率 |
| ---------------- | ------------- | --- | ---------- | -------- | ------ |
| '89              | 1989年3月30日 | - | 松原敏春   | 河毛俊作 | 23.8%  |
| '90              | 1990年1月3日  | - | 松原敏春   | 河毛俊作 | 18.7%  |
| 世紀末スペシャル | 1999年10月1日 | 伝説のW浅野が9年ぶりに復活!! 麻子が結婚!?夏子は離婚!? 歳月が流れても二人はあの頃のまま…                                                        | 松原敏春   | 河毛俊作 | 18.0%  |
| Forever          | 2013年10月1日 | W浅野の伝説ドラマが復活! 50代の結婚と離婚…半世紀越しの女の友情と三角関係に遂に決着が! コミカルな掛け合いと切ない女心…大どんでん返しを見逃すな! | 龍居由佳里 | 河毛俊作 | 12.9%  |